# Un air de famille (film, 1963)
Pour les articles homonymes, voir Un air de famille.
 (mai 2022).
Si vous disposez d'ouvrages ou d'articles de référence ou si vous connaissez des sites web de qualité traitant du thème abordé ici, merci de compléter l'article en donnant les références utiles à sa vérifiabilité et en les liant à la section « Notes et références ».
Pour plus de détails, voir Fiche technique et Distribution.
Un air de famille est un film québécois documentaire de court-métrage réalisé en 1962 par Gilles Carle, sorti en 1963.

## Synopsis
Etude sociologique de la famille québécoise. En trame de fond, deux événements importants qui en modifie - un temps - le quotidien à la fois joyeux et routinier..

## Fiche technique
- Titre original : Un air de famille
- Réalisation et scénario  : Gilles Carle
- Photographie : Gilles Gascon, Jean-Claude Labrecque
- Son : Claude Pelletier, Jean-Guy Normandin
- Mixage: Ron Alexander, Roger Lamoureux
- Production : Fernand Dansereau, Victor Jobin
- Directeur de production : Jacques Godbout
- Société de production et de distribution : ONF
- Pays de production :  Canada (Québec)
- Format : NB ; 35 mm, son mono
- Langue d'origine : français
- Genre : documentaire
- Durée : 25 minutes 33 secondes